# Lithomyrtus microphylla
Lithomyrtus microphylla là một loài thực vật có hoa trong Họ Đào kim nương. Loài này được (Benth.) N.Snow & Guymer mô tả khoa học đầu tiên năm 1999.